# Bóng đè (truyện ngắn)
Bóng đè là một truyện ngắn nổi bật của tác giả Đỗ Hoàng Diệu nằm trong tập truyện cùng tên được Nhà xuất bản Đà Nẵng khởi in vào năm 2005. Ngay khi vừa xuất hiện trên thị trường sách, tác phẩm lập tức gây tranh cãi trong dư luận và báo giới Việt Nam. Mặc dù thời này có nhiều đồn thổi về số phận tác phẩm, tuy nhiên theo giới nghiên cứu, giai đoạn Đỗ Hoàng Diệu đột nhiên nổi tiếng với Bóng đè thì chưa hề có lệnh kiểm duyệt chính thức nào cho tác phẩm. Dù vậy, hiện tượng văn chương Bóng đè về sau được coi là nốt thăng cuối cùng của văn chương Việt Nam, vì sau đó trong suốt chục năm không tác phẩm nào gây dư luận tranh cãi gay gắt như thế nữa. Tác phẩm cũng đặt dấu chấm hết cho thời hoàng kim của dòng văn chương nữ tính mà Nhà xuất bản Đà Nẵng đi đầu hàng chục năm.
Vào năm 2006, nữ tác gia Y Ban cho xuất bản một tập truyện khai thác thể tài tương tự đặt là I am đàn bà, tuy được xét giải nhì cuộc thi truyện ngắn báo Văn Nghệ, nhưng tác phẩm bị Cục Xuất Bản rút giấy phép không lí do. Từ lúc này, văn chương Việt Nam lâm cảnh bế tắc, phải nhường thị phần cho các dòng truyện ngôn tình Trung Quốc.

## Nội dung
Năm 2004-2005, trên văn đàn Việt Nam xuất hiện một cây bút nữ khá độc đáo. Đó là Đỗ Hoàng Diệu với tập  truyện ngắn Bóng đè. Vừa xuất hiện, tập truyện đã gây xôn xao giới phê bình văn học. Nhận xét về tác phẩm  này, có người thích, có người chê nhưng tất cả đều phải  công nhận, đó là một hơi thở mới, một diện mạo mới.  Những thông điệp về cuộc sống, về thân phận con  người, về sự đổi mới được Đỗ Hoàng Diệu chuyển đến  người đọc có phần quyết liệt nhưng bao dung, đầy tính  nhân văn.
Truyện xoay quanh một cô gái thành phố (được viết từ ngôi thứ nhất) kết hôn với chàng trai gốc gác nông thôn. Họ sống với nhau khá hạnh phúc dù chàng trai lắm khi phát hoảng trước đòi hỏi tình dục mạnh mẽ của cô vợ trẻ. Bi kịch bắt đầu xảy ra khi cô gái theo chồng về quê ăn giỗ, cả thảy bốn lần. Đời sống tinh thần tù hãm, lưu cữu của làng quê cộng với sự đối xử sự khắc nghiệt của gia đình nhà chồng đã đem đến cho cô những cơn bóng đè nửa thực, nửa hư rất đáng sợ. Cô bị một hồn ma, có lẽ là ông bố chồng cưỡng hiếp. Có điều là ngoài những cảm giác sợ hãi, xấu hổ, cô gái còn cảm nhận được những khoái lạc thể xác mà chồng cô không thể mang lại. Chồng và mẹ chồng cô dường như biết việc này nhưng không ra tay can thiệp mà chỉ tỏ thái độ ghẻ lạnh, xa cách. Sau bốn lần về quê chồng ăn giỗ, hôn nhân của cô bị đe dọa. Kết thúc truyện cô gái có thai, bằng cảm nhận của mình cô chắc chắn hồn ma kia chính là cha của đứa trẻ.

## Bóng đè và những nhận định
Hiện tượng bóng đè vốn đã thu hút sự hiếu kì của giới sử gia và văn nghệ từ cổ đại. Trong tác phẩm De vita Caesarum (121 SCN), tác gia Suetonius đã tường trình một sự kiện rằng, Gaius Iulius Caesar từng nằm mộng thấy được cấu hiệp với người mẹ quá cố của mình. Tại An Nam trung đại, các tác phẩm Tang thương ngẫu lục và Thánh Tông di thảo cũng kể những truyện kì dị về người chiêm bao thấy hóa bướm hoặc ăn nằm với động vật thành tinh. Chuỗi hiện tượng này sau được tác gia Edgar Allan Poe gọi chung là lý thuyết Con mèo đen, theo một đoản thiên của chính ông; mặt khác, tác gia Oscar Wilde lại đặt là Con ma nhà họ Can với thêm yếu tố trào lộng về sinh hoạt gia đình thời cơ khí hóa. Trong khi giới nghiên cứu tạm gọi là "lý thuyết hậu Freud", vì phải mãi tới thập niên 1970 mới được xem xét đích đáng.
Trong loạt truyện Vàng lửa, Kiếm sắc, Phẩm tiết, tác gia Nguyễn Huy Thiệp thường được coi là tiên phong trong văn chương Việt Nam hiện đại khi quy lý thuyết này về thân phận đàn bà. Tuy vậy, sau một số thiên truyện nữa của tác gia Lê Lựu như Thời xa vắng hoặc vài thi tập của nữ tác gia đầu thập niên 2000, lý thuyết này bị chững lại trong làng văn nghệ Việt Nam, chỉ loanh quanh giải thích cội nguồn sự trống trải tinh thần trong sinh hoạt tiêu dùng hiện đại, quá lắm chỉ đề cập đến các hiện tượng bất an hoặc tự tử trong giới trẻ.
Năm 2005 - 2006 người ta mới bắt đầu chú ý đến tập truyện Bóng đè. Những người khen thì cho rằng nhà văn trẻ có những ý tưởng mới lạ, dám viết mạnh bạo, dám đụng đến những bi kịch của cuộc sống. Có người lại chê là văn chương không mới, tư tưởng bị ảnh hưởng người này người khác, còn bút pháp thì mô tả tình dục sống sượng. Tại Hội nghị lý luận phê bình ở Đồ Sơn, có nhà văn lớn tuổi còn lên diễn đàn lăng mạ Diệu là “truỵ lạc”, là “suy đồi”…Bóng đè ra đời năm 2005 và kéo theo nó một chuỗi những bàn thảo, tranh luận. Nhìn chung, có hai luồng ý kiến: khen ngợi, đánh giá cao và phê phán, đả kích. Mọi vấn đề của tác phẩm: Nội dung tư tưởng, đề tài, dục tính, ẩn dụ vực thẳm, ám ảnh và tưởng tượng, người phụ nữ… được công chúng chú ý và bàn bạc, tranh luận. Không chỉ bàn về tác phẩm, ý kiến của công chúng còn liên quan tới tác giả, cuộc đời tác giả, nhân cách, đạo đức, lối sống và nhiều thứ khác ngoài văn học. 
Ở hướng khen ngợi, đánh giá tốt sáng tác của Đỗ Hoàng Diệu có thể gặp những tên tuổi như: Dương Tường, Nguyên Ngọc, Nguyễn Việt Hà, Phạm Xuân Nguyên, Nguyễn Mậu Hùng Kiệt, Phạm Toàn, Đông La, Phạm Ngọc Tiến… Theo nhận định của Phạm Xuân Nguyên “… truyện ngắn “Bóng đè” của Đỗ Hoàng Diệu đang gây hai luồng trái ngược nhau. Tôi phải nói ngay, với tôi, đây là một truyện ngắn hay, hay cả ở cách viết và nội dung. Trong tâm thế, tâm thức giải mã lịch sử và truyền thống Việt, một xu hướng đã được dấy lên từ thời văn học đổi mới, Đỗ Hoàng Diệu đã tạo được một hình tượng “bóng đè” đầy ám ảnh và dằn vặt” (Tác phẩm hay: phải hết mình - hay là điều kiện cần và đủ để có tác phẩm hay). Phạm Toàn cũng đưa ra nhận định của mình: “Truyện ngắn Đỗ Hoàng Diệu có cách biểu đạt phóng túng hơn, gần gũi hơn với cách đọc của lớp bạn đọc trẻ. Người ta nhắc nhiều đến lối sử dụng ẩn dụ tình dục để biểu đạt những tâm trạng mang những nội dung xã hội” (Phạm Toàn - Thử phân giải một thành công nghệ thuật qua tập truyện ngắn Bóng đè). 
Ở hướng ngược lại phải đặc biệt kể đến Nguyễn Thanh Sơn (Bóng đè của Đỗ Hoàng Diệu), Bùi Tân Uyên (Một trận Bóng đè tan nát văn chương), …Nguyễn Thanh Sơn quả đã không tiếc lời “mạt sát” Đỗ Hoàng Diệu và Bóng đè. Ngoài đời, tình cảm của hai người rất tốt, nhưng câu chuyện văn chương và cuộc đời khác nhau chỗ ấy. Chính Đỗ Hoàng Diệu cũng nhận thấy rằng Nguyễn Thanh Sơn có những lời rất ác. Nhưng họ không giận nhau. Nguyễn Thanh Sơn cho rằng: “Đỗ Hoàng Diệu là nhà văn của một nền văn chương già nua đang hấp hối… Đỗ Hoàng Diệu là nhà văn đại diện cho một lớp người trẻ lười biếng không mang trong mình một phông văn hoá nào đủ mạnh… Đỗ Hoàng Diệu viết về tình dục, trong cái nghĩa thấp kém của từ này… Những truyện ngắn của Đỗ Hoàng Diệu chỉ vật vã trong sự huyễn hoặc ích kỷ về bản thân, một bản thân không có chiều sâu của cả văn hoá lẫn tình cảm” (lược dẫn từ bài viết của Nguyễn Thanh Sơn - Bóng đè của Đỗ Hoàng Diệu). Còn Bùi Tân Uyên thì cho rằng: “Tiếc thay đọc Bóng đè và một số truyện khác của Đỗ Hoàng Diệu, người ta thấy những “thông điệp” cô muốn gửi gắm chỉ giống như một thứ “chửi xéo”, những ‘trái nổ” được đặt theo kiểu “gài mìn” của những người bị cấm bút thời bao cấp. Và còn lâu Đỗ Hoàng Diệu mới đạt được mong muốn như cô nói, người ta vẫn chỉ thấy “lông lá của những con vật” còn hồn vía của chúng vẫn vật vờ cõi âm ti địa ngục nào đó” [Một trận Bóng đè tan nát văn chương].
Đỗ Hoàng Diệu và Bóng đè, Vu Quy, Dòng sông hủi… thực sự đã đem lại một sự sôi động cho văn đàn Việt Nam đương đại. Tại thời điểm tác phẩm ra đời, nó đã thu hút được sự chú ý của công chúng. Khen chê là lẽ đương nhiên trước những hiện tượng văn học như vậy. Công chúng văn học vẫn tìm đọc Bóng đè - bị bóng đè, dù có nhận ra hay không nhận ra, thừa nhận hoặc không thừa nhận ẩn dụ tính dục của tác phẩm. Có thể nói rằng với tập truyện ngắn Bóng đè, Đỗ Hoàng Diệu đã tạo ra một luồng gió mới trong giới văn đàn Việt và cho đến hiện tại sau hơn mười năm người ta vẫn nhắc đến Bóng đè như một hiện tượng độc đáo trong văn học Việt Nam đương đại. 

## Liên kết
1. ↑  Nói chuyện với Đỗ Hoàng Diệu (Thụy Khuê Vũ Thị Tuệ)
2. ↑  Đỗ Hoàng Diệu và “Bóng đè” trong ngày giông bão
3. ↑  Ám ảnh tình dục - Mục đích trong tác phẩm Đỗ Hoàng Diệu ?
4. ↑  Nhà văn Y Ban bị sốc khi "I am đàn bà" bị thu hồi

### Tư liệu
- Từ Phồn sinh đến Bóng đè : Nghĩ đến hiện tượng độc quyền chữ nghĩa
- Phỏng vấn Đỗ Hoàng Diệu về 'Bóng Đè' - BBC
- Đỗ Hoàng Diệu thời 'hậu Bóng đè': Tạng mình không hợp với dòng 'sách 3 xu'